# سيرجيو مورينو مارتينيز
سيرجيو مورينو مارتينيز (بالإسبانية: Sergio Moreno Martínez)‏ هو لاعب كرة قدم إسباني في مركز الهجوم، ولد في 1999 في بنبلونة في إسبانيا. لعب مع رايو فايكانو.

## وصلات خارجية
- سيرجيو مورينو مارتينيز على موقع قاعدة بيانات كرة القدم.إي يو (الإنجليزية)
- سيرجيو مورينو مارتينيز على موقع قاعدة بيانات كرة القدم.إي يو (الإنجليزية)
- سيرجيو مورينو مارتينيز على موقع Soccerway.com (الإنجليزية)